# Luis Gunter II de Schwarzburgo-Ebeleben
El Conde Luis Gunter II de Schwarzburgo-Ebeleben (2 de marzo de 1621 - 20 de julio de 1681) fue el conde reinante de Schwarzburgo-Ebeleben desde 1642 hasta su muerte. Desde 1666 hasta su muerte, fue regente de Schwarzburgo-Arnstadt en nombre de sus sobrinos menores de edad.
Desde 1642 a 1666, gobernó Schwarzburgo-Ebeleben, desde 1666 hasta su muerte, gobernó Schwarzburgo-Arnstadt.

## Biografía
Era hijo del Conde Cristián Gunter I de Schwarzburgo-Sondershausen (1578-1642) y de su esposa Ana Sibila (1584-1623), hija del Conde Alberto VII de Schwarzburgo-Rudolstadt.  
Después de la muerte de su padre, él y sus hermanos se dividieron el condado. Luis Gunter II recibió los distritos de Ebeleben, Schernberg, Keula, y las ciudades de Greußen, Clingen, Großenehrich y Rohnstedt en el distrito de Clingen. Residió en Ebeleben desde 1642 hasta 1666. En 1666, se convirtió en custodio y regente de los hijos de su hermano Antonio Gunter II, y se trasladó a Arnstadt.
Tras la muerte de su sobrino Juan Gunter IV, Luis Gunter II y sus sobrinos Cristián Guillermo I y Antonio Gunter II heredaron el Alto Schwarzburgo-Sondershausen, que gobernaron conjuntamente.
Luis Gunter II murió en 1681, sin heredero varón. Con su muerte, la línea de Schwarzburgo-Ebeleben se extinguió, y su territorio pasó a sus sobrinos.

## Matrimonio e hijos
El 30 de marzo de 1669, Luis Gunter II se casó con Concordia (1648-1683), hija del Conde Juan de Sayn-Wittgenstein. Tuvieron dos hijas:
- Ana Augusta (1671-1688)
- Concordia (1672-1687)